# Guido Müller
 (novembre 2007).
Si vous disposez d'ouvrages ou d'articles de référence ou si vous connaissez des sites web de qualité traitant du thème abordé ici, merci de compléter l'article en donnant les références utiles à sa vérifiabilité et en les liant à la section « Notes et références ».
Guido Müller, né à Boujean en 1875 et mort à Bienne en 1963 est une personnalité politique suisse.

## Biographie
Orphelin de père dès l'âge de 10 ans, il vit avec sa grand-mère, qui exploitait une blanchisserie à Boujean, petite commune près de Bienne (avec qui Boujean fusionnera en 1916). De 1893 à 1907, il travaille dans des compagnies de chemin de fer, dont celle de la Jungfrau. 
Il enseigne ensuite à l'école des transports de Bienne, avant de se lancer en politique sous la bannière du Parti socialiste suisse. D'abord maire de Nidau (autre petite ville en bordure de Bienne), il devient ensuite chancelier, puis maire de Bienne de 1921 à 1947. 
Sous son impulsion, Bienne connaîtra un important développement, avec la transformation de quartiers et la construction de bâtiments emblématiques, dont la Maison du Peuple et de l'hôtel Elite. La ville s'agrandit par la fusion avec les communes de Vigneules (1900), Boujean (1916), Mâche et Madretsch (1919), et la création de nouveaux quartiers. En revanche, un projet de fusion entre Bienne et Nidau, accepté en votation populaire par les habitants des deux communes en 1920, échouera devant le Grand Conseil bernois et le Tribunal fédéral, en 1921. Guido Müller est également connu pour avoir attiré à Bienne l'entreprise américaine General Motors, qui a contribué à l'essor industriel de la ville, principalement centrée sur l'horlogerie.
Maire de Bienne, Guido Müller occupe d'abord la charge de directeur des Travaux publics, puis la Direction des finances, avant d'être élu au Conseil national de 1925 à 1943.  Il est l'auteur de plusieurs publications sur sa ville. Une place en son nom a été érigée, à la frontière entre les deux villes dont il a été maire, Bienne et Nidau.

## Sources
- « Guido Müller » dans le Dictionnaire historique de la Suisse en ligne.
- Neuhaus, Gabriela, "Nidau - 650 Jahre Wandlung", Nidau, 1988
- Bourquin, Werner et Marcus, "Biel Stadtgeschichtliches Lexikon", Biel/Bienne, 1999.
- Mario Cortesi, Fischer Roland (...), "Biel-Bienne, La ville au bord du lac", Bienne, 1989.
- « Bienne (commune) » dans le Dictionnaire historique de la Suisse en ligne.